# Sinus-tarsi-Syndrom
Das Sinus-tarsi-Syndrom (Syn. Canalis-tarsi-Syndrom) ist eine Erkrankung des Sprunggelenks, die durch eine schmerzhafte entzündliche Veränderung der Weichteile im Bereich des Canalis bzw. Sinus tarsi gekennzeichnet ist. 
Auslöser sind entweder ein starkes Umknicken (akutes Supinationstrauma) oder ständig wiederkehrendes geringes Umknicken (rezidivierende Mikrotraumata). Häufig tritt die Erkrankung nach einem Kapselriss im Außenbereich des Sprunggelenks mit Verletzung der Sehne des Musculus tibialis posterior auf. Im weiteren Verlauf kommt es zu einer Degeneration und Vernarbung der Weichteilstrukturen im Bereich des Canalis tarsi mit zunehmender Instabilität des Sprunggelenks.
Klinisch zeigt sich die Erkrankung durch Schmerzhaftigkeit an der Außenseite des Sprunggelenks und Druckschmerz im Bereich des Sinus tarsi. Eine Infiltrationsanästhesie des Sinus tarsi kann die Diagnose sichern. Neben der Röntgendiagnostik ist vor allem die Magnetresonanztomographie hilfreich, bei der entzündliche Veränderungen im Sinus tarsi nachgewiesen werden können. Eine Computertomographie ist nur zum Ausschluss anderer Sprunggelenkserkrankungen notwendig.
Konservativ kann das Sinus-tarsi-Syndrom durch Fußgymnastik und unterstützend durch Ultraschalltherapie und Injektionen von Glucocorticoiden behandelt werden. Führt diese Therapie nicht binnen drei Monaten zum Erfolg kann eine operative Behandlung angezeigt sein. Dabei werden das Gelenk eröffnet und Knochenzubildungen abgetragen.